# Jastrzębia
Jastrzębia è un comune rurale polacco del distretto di Radom, nel voivodato della Masovia.
Ricopre una superficie di 89,51 km² e nel 2004 contava 6 347 abitanti.